# 979
| Calendário gregoriano                                                        | 979 CMLXXIX                                          |
| Ab urbe condita                                                              | 1732                                                 |
| Calendário arménio                                                           | 428 – 429                                            |
| Calendário bahá'í                                                            | -865 – -864                                          |
| Calendário budista                                                           | 1523                                                 |
| Calendário chinês                                                            | 3675 – 3676 Início a 31 de janeiro (aproximadamente) |
| Calendário copta                                                             | 695 – 696                                            |
| Calendário etíope                                                            | 971 – 972                                            |
| Calendários hindus - Vikram Samvat - Calendário nacional indiano - Cáli Iuga | 1034 – 1035 900 – 901 4079 – 4080                    |
| Calendário Holoceno                                                          | 10979                                                |
| Calendário islâmico                                                          | 368 – 369                                            |
| Calendário judaico                                                           | 4739 – 4740                                          |
| Calendário persa                                                             | 357 – 358                                            |
| Calendário rúnico                                                            | 1229                                                 |
| Calendário solar tailandês                                                   | 1522                                                 |

979  (CMLXXIX, na numeração romana) foi um ano  comum, do século X do Calendário  Juliano, da Era de Cristo, teve início a uma  quarta-feira, terminou também a uma quarta-feira e a sua letra dominical foi E (52 semanas). 
No território que viria a ser  o reino de Portugal estava em vigor a Era de César que já contava  1017 anos.
| Ano completo                        |
| ----------------------------------- |
| Ano comum com início à quarta-feira |

## Mortes
- Lamberto de Chalon, Conde de Le Chalon, (n. 940).